# Bangalaia lislei
Bangalaia lislei là một loài bọ cánh cứng trong họ Cerambycidae.